# Кондор (монета)
Ко́ндор (исп. Condor) — золотая и серебряная монета, использовавшаяся в ряде стран Южной Америки (Чили, Колумбия, Эквадор) в XIX — нач. XX вв. Прекратила хождение в 1930-х гг после отмены золотого стандарта.
Впервые кондор был выпущен в Чили в 1851 году. Там же позднее использовался т.н двойной кондор, который согласно закону 1925 года содержал 3,661137 г чистого золота.